# Harold A. Denmark
Harold Anderson Denmark (* 3. Juli 1921 in Lamont, Florida; † 5. November 2021 in Florida) war ein US-amerikanischer Acarologe und Entomologe. Sein Forschungsschwerpunkt galt der Raubmilbenfamilie Phytoseiidae.

## Leben
Nach seinem Schulabschluss in Winter Garden, Florida, ging Denmark 1941 zur United States Navy, wo er sechs Jahre als Funker erster Klasse beim U-Boot-Patrouillendienst im Pazifik diente. Nach seinem Ausscheiden schrieb er sich an der University of Florida ein, wo er 1952 seinen Bachelor of Arts und im Januar 1953 den Master of Science erwarb. Während er von Januar bis Juni 1953 als Aushilfsdozent an der entomologischen Abteilung der University of Florida tätig war, nahm er eine Stelle als Entomologe am State Plant Board (SPB) (heute Division of Plant Industry, DPI) an. Vom 1. Januar 1956 bis zum 10. Oktober 1958 war er stellvertretender Chef-Entomologe. Am 11. Oktober 1958 wurde er zum Leiter der entomologischen Abteilung der Division of Plant Industry am Florida Department of Agriculture and Consumer Services ernannt. Zusätzlich zu seinen administrativen Aufgaben war er für die Identifizierung und Kuratierung der Blattläuse, Fransenflügler und der Acari (Milben und Zecken) verantwortlich. Er entwickelte und leitete das Arthropoden-Einführungs-Komitee und initiierte die Überwachung der Gliederfüßer und der in Florida verbreiteten entomophagen Insekten, Fadenwürmer und Schädlinge. Sein Interesse an der biologischen Schädlingsbekämpfung führte zum Bau von zwei Einrichtungen zur biologischen Kontrolle. 1970 wurde er zum Präsidenten der Florida Entomological Society gewählt und 1982 von dieser Gesellschaft mit dem Achievement Award für seine Forschung geehrt. Im August 1992 ging er in den Ruhestand, arbeitete jedoch weiterhin an Milbenstudien.

## Dedikationsnamen
Nach Denmark sind die Arten Erythroneura denmarki, Cryptops denmarki, Typhlodromus denmarki, Acritonotus denmarki, Oudemansicheyla denmarki,  Alectorobius denmarki, Rubroscirus denmarki, Alectorobius denmarki, Schizotetranychus denmarki, Amblyseiella denmarki, Metaseiulus denmarki, Carios denmarki und Ornithodoros denmarki benannt.